# Kurt Korff
Kurt Korff (geboren als  Kurt Karfunkel; 3. Oktober 1876 in Jägerndorf, Österreichisch-Schlesien; gestorben 30. Januar 1938 in New York) war Chefredakteur der Zeitschriften Berliner Illustrirte Zeitung und Die Dame in Berlin.

## Leben und Wirken
Herkunft und Jugend
Kurt Karfunkel stammte aus einer jüdischen Familie. Der Vater Julius Karfunkel war Textilfabrikant in Jägerndorf, die Mutter Lara Lisa Karfunkel war die Tochter eines Budapester Kaufmanns. Seine vier Geschwister waren später meist auch im unternehmerischen Bereich tätig. Nach dem frühen Tod des Vaters 1886 zog die Mutter mit den Kindern nach Berlin.
Tätigkeiten im Ullstein Verlag in Berlin
Kurt Karfunkel wurde 1899 im Ullstein Verlag als Bote angestellt und arbeitete im Archiv.
1905 wurde er zum Chefredakteur der Berliner Illustrirten Zeitung und zum Leiter des Verlagsarchivs ernannt. 1911 erhielt er auch die Leitung der Frauenzeitschrift Die Dame. In diesem Jahr heiratete er die jüdische Französin Marguerite.
Kurt Karfunkel bemühte sich, mit aufsehenerregenden Reportagen und spektakulären Fotos die beiden Zeitschriften für ein breites Publikum attraktiv zu machen. Dafür engagierte er auch erfolgreiche Autoren und Fotografen und zahlte teilweise hohe Gagen. Er scheute dabei nicht vor Urheberrechtsverletzungen zurück, ohne dass dieses für ihn jemals größere juristische Konsequenzen hatte.
1919 ließ er seinen Namen in Kurt Korff ändern, um seine jüdische Herkunft zu verbergen.
1924 erhielt er von den Ullstein-Brüdern eine Villa in Berlin-Dahlem geschenkt, als Dank für seine erfolgreiche Tätigkeit für den Verlag.
1931 war die Berliner Illustrirte Zeitung unter seiner Leitung mit 1,95 Millionen Exemplaren die zweiterfolgreichste Zeitschrift weltweit.
Im März 1933 erhielt Kurt Korff seine Entlassung, nachdem der Ullstein Verlag massiv unter Druck gesetzt wurde, seine jüdischen Mitarbeiter zu entlassen. Seine letzte Ausgabe war  die Sondernummer der Berliner Illustrirten Zeitung vom 21. März über den Tag von Potsdam.
Emigration in den USA
Danach zog Kurt Korff wahrscheinlich nach Wien, wo er offenbar mithalf, die Wiener Illustrierte für den Ullstein Verlag nach dem Berliner Vorbild aufzubauen.
Im Oktober 1934 emigrierte  er mit seiner Frau Marguerite  nach New York, auf Einladung des Medienmoguls William Hearst.
Dort gab er seine Kenntnisse an US-Magazine weiter. Er war auch an der Gründung des Life Magazine beteiligt, das sich danach zu einer der verbreitetsten Zeitschriften weltweit entwickelte.
Einige frühere Reportagen und Fotos aus der Berliner Illustrirten Zeitung erschienen nun auch in US-Magazinen.
Seit etwa 1937 litt Kurt Korff an einer schweren Krankheit, er starb 1938 in New York.